# Oak Park, Illinois

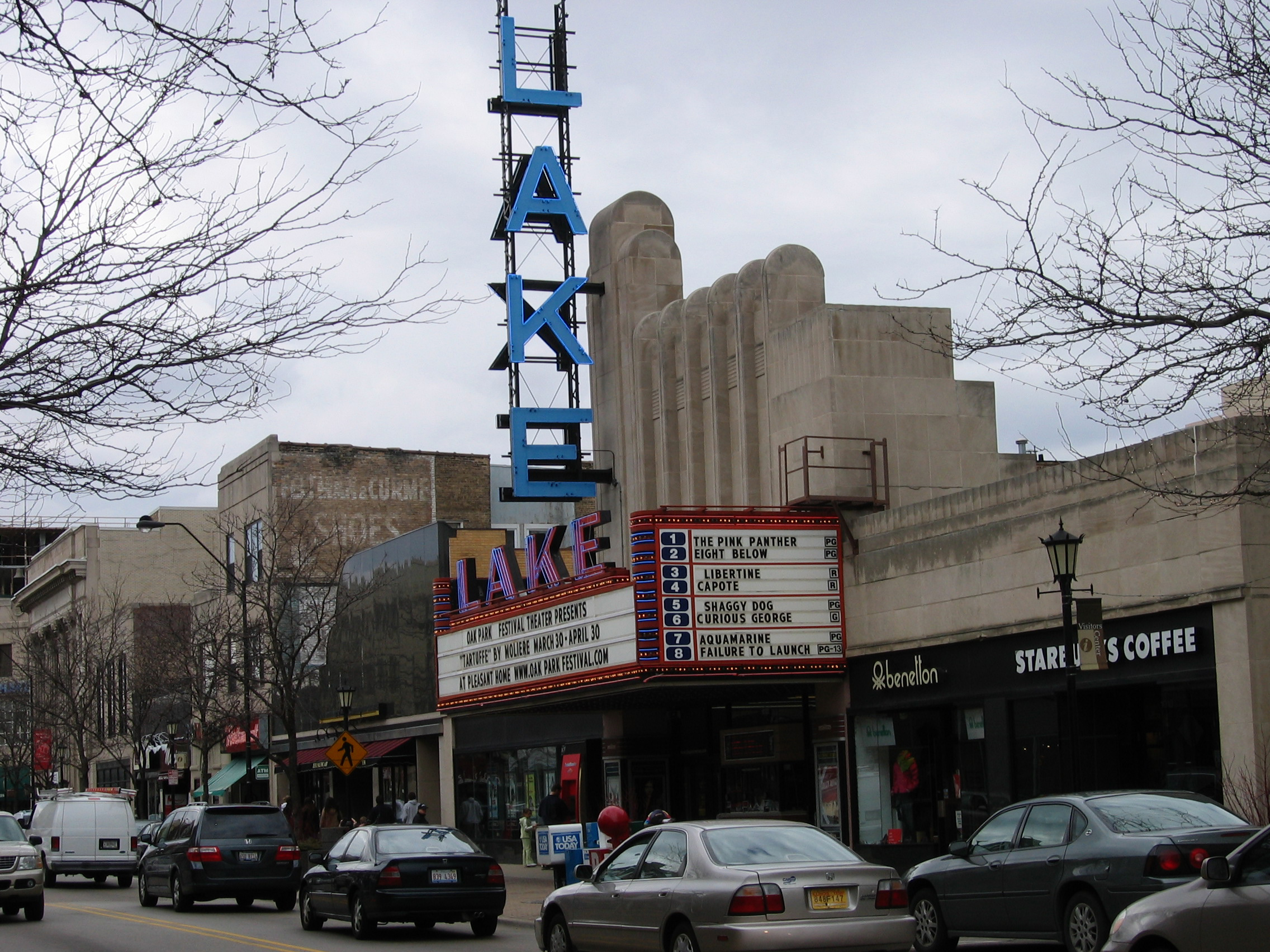
Imagine din Oak Park cu sala de spectacole Lake Theater printre magazine pe Lake Street.

Oak Park este un sat adiacent vestului orașului Chicago, situat în comitatul Cook, statul Illinois, Statele Unite ale Americii.
Este cea de-a 29-a municipalitate din statul Illinois după populație, având numeroase căi de acces înspre centrul Chicago-ului (prin așa numitul Chicago Loop) sau prin numeroase căi de transport public, așa cum sunt Chicago 'L' și Blue Line, respectiv liniile de autobuze numite Green line, Chicago Transit Authority (CTA) și trenul local Metra.
Conform datelor furnizate de recensământul Uniunii din 2010, populația localității fusese de 51.878 de locuitori.

## Istoric
În 1837, Joseph Kettlestrings a cumpărat apropae 70 de hectare (mai exact 172 de acri = 69,6084 hectare)  un teren la vest de Chicago. Până în 1850, linia ferată Galena and Chicago Union Railroad a fost construită până la Elgin, Illinois și a trecut prin ceea ce avea să devină, mai târziu, localitatea Oak Park.  În anii 1850, terenul pe care se află Oak Park făcea parte din noua suburbie din Chicago, devenită apoi oraș, Cicero. Populația zonei a crescut în anii 1870, locuitorii din Chicago restabilindu-se în suburbia Cicero după Marele Incendiu din Chicago din 1871.

## Architectură

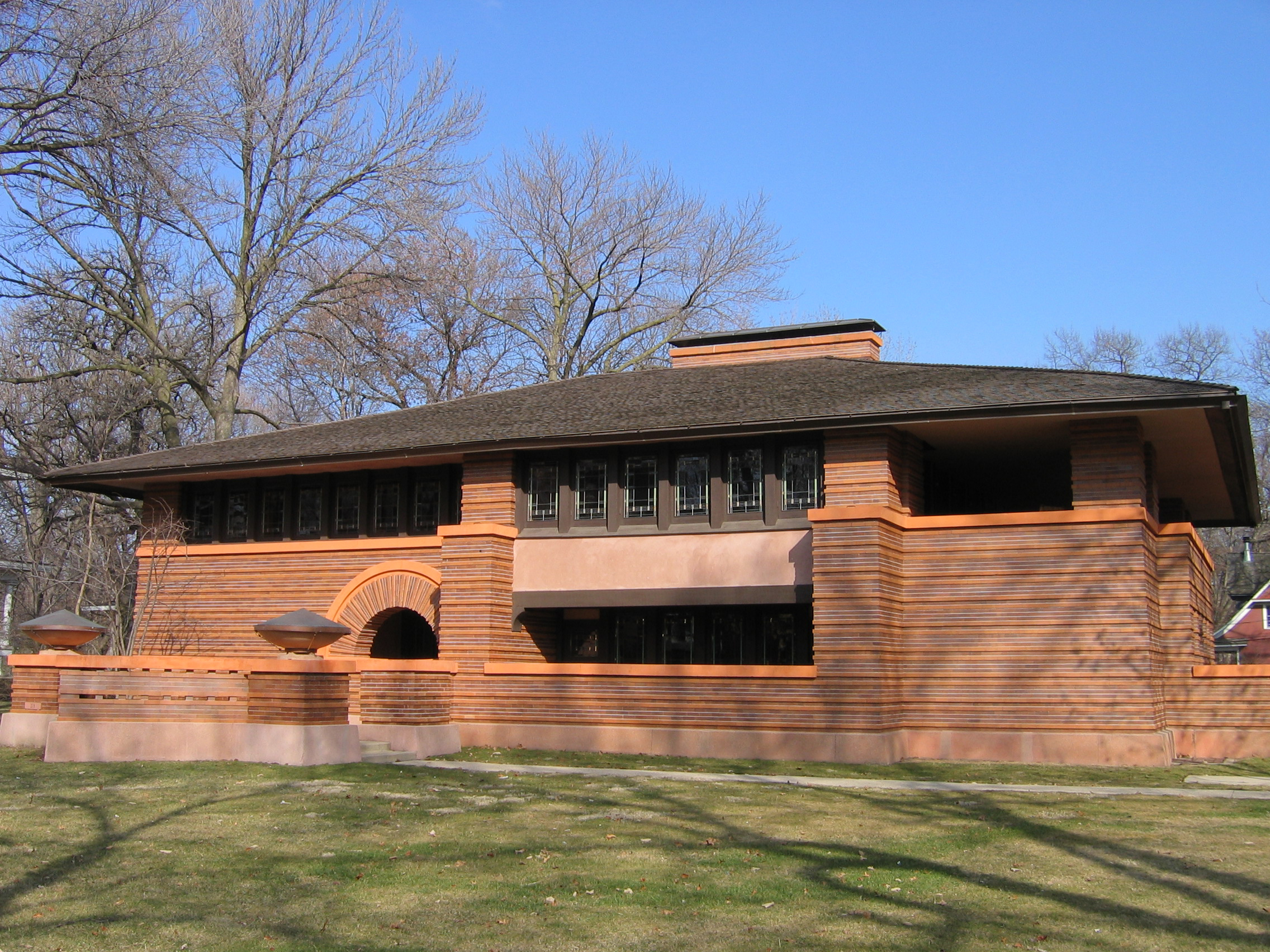
Casa Arthur Heurtley, de pe Forest Avenue, realizare a lui Frank Lloyd Wright din anul 1902.

Frank Lloyd Wright și-a petrecut 20 din cariera sa extraordinară de 70 de ani în localitatea sa natală, Oak Park, construind numeroase case, incluzând propria sa casă, care i-a slujit și ca studio de arhitectură. Arhitectul a locuit și lucrat aici între 1889 și 1909.
Lucrările cele mai timpurii ale marelui arhitect american pot fi găsite aici. Printre ele se pot menționa Winslow House din localitatea vecină River Forest. Tot aici se pot vedea primele exemple de clădiri care se pot încadra în stilul numit Prairie School. Frank Lloyd Wright este și arhitectul care a proiectat cunoscuta biserică Unity Temple, o biserică uniteriană, care a fost ridicată între anii 1905 și 1908.
O serie de bine cunoscuți arhitecți și artiști, mulți dintre ei foști elevi sau colaboratori a lui Lloyd Write, își leagă numele atât de localitatea Oak Park cât și de studioul de arhitectură a marelui arhitect, Oak Park Studio. Printre aceștia se pot enumera Richard Bock, William Eugene Drummond, Walter Burley Griffin și Marion Mahony Griffin. Multe ale clădiri și structuri din Oak Park au fost proiectate și realizate de alți arhitecți, precum George W. Maher, E.E. Roberts și John Van Bergen, în același stil Prairie School.
De-a lungul localității, se pot remarca alte stiluri arhitectonice ale sfârșitul secolului al XIX-lea și începutul secolului al XX-lea, printre care se poate menționa un întreg district de case și clădiri, Seward Gunderson National Historic District.

## Puncte de interes
- Casa și atelierul lui Frank Lloyd Wright (Frank Lloyd Wright Home and Studio) și a biserică Unity Temple
- Ernest Hemingway -- case și muzeu
- Edgar Rice Burroughs -- case
- Oak Park Conservatory -- Conservatorul din oak Park
- Oak Park-River Forest Historical Society
- Seward Gunderson Historic District
- Oak Park and River Forest High School
- Fenwick High School

## Locali notabili
Listă de oameni notabili din Oak Park, Illinois
Printre personalitățile născute aici, se pot enumera:
- Bruce Davidson (n. 1933), fotograf;
- Ernest Hemingway (1899 - 1961), scriitor, laureat Nobel pentru Literatură;
- Frank Lloyd Wright (1867 – 1959), arhitect, scriitor de non-ficțiune și eseist.